# Абабкова Марія Олександрівна
Марія Олександрівна Абабкова, до шлюбу Чекель (нар. 1935, Білостоцьке воєводство, Польща) — передовичка радянського текстильного виробництва, прядильниця Гродненського тонкосуконного комбінату, Герой Соціалістичної Праці (1960).

## Біографія
Народилася 1 грудня 1935 року в селі Сухмяни Гродненського повіту Білостоцького воєводства Польщі (нині Гродненська область, Білорусь).
Із 1953 року — апаратниця чесальних апаратів, із 1961 року — змінна майстриня, із 1977 року — інженерка зі стандартизації техвідділу Гродненського тонкосуконного комбінату.
Указом Президії Верховної Ради СРСР від 7 березня 1960 року в ознаменування 50-річчя Міжнародного жіночого дня, за видатні досягнення у праці та особливо плідну громадську діяльність Марії Олександрівні Чекель було присвоєно звання Героя Соціалістичної Праці з врученням ордена Леніна та золотої медалі «Серп і Молот».